# روجر ييتس
روجر ييتس (بالإنجليزية: Roger Yates)‏ هو أكاديمي أيرلندي، ولد في 7 أغسطس 1957.

## وصلات خارجية
- الموقع الرسمي